# Zinnia citrea
Zinnia citrea là một loài thực vật có hoa trong họ Cúc. Loài này được Andrew M. Torres miêu tả khoa học đầu tiên năm 1960.

## Từ nguyên
Tính từ định danh citrea là để chỉ hoa tia màu vàng chanh của nó.

## Phân bố
Loài này là bản địa đông bắc Mexico (các bang Coahuila, Tamaulipas, San Luis Potosí).